# St. Peter und Paul (Hermannstadt)
Koordinaten: 45° 47′ 59,7″ N, 24° 8′ 28,4″ O

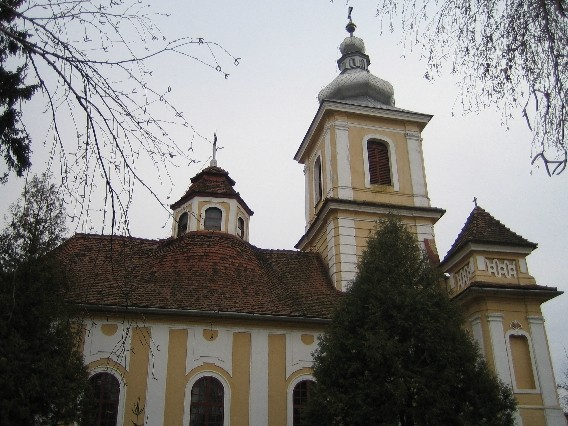
St. Petrus- und Paulus-Kirche in
Hermannstadt

Die St. Peter- und Paul-Kirche (rum. Biserica Sf. Petru și Pavel, bekannt auch als Biserica dintre Brazi, d. h. „die Kirche zwischen den Tannen“) ist das älteste Bauwerk der rumänischen griechisch-katholischen Kirche in Hermannstadt, erbaut zwischen 1778 und 1788.
Sie befindet sich in der Strada Reconstrucției 17, auf der anderen Seite des Zibins, vom Stadtkern betrachtet.
Der Gesamteindruck der Kirche ist barock, dominiert durch den massiven Zwiebelturm. Die Fassade verfügt über weitere typische Elemente des Barocks, wie massive Säulen, Pilaster und das Motiv der Muschel.
Auf dem kleinen Friedhof an der Kirche finden sich die Gräber einiger Persönlichkeiten der rumänischen Kultur in Siebenbürgen: Alexandru Papiu-Ilarian, George Bariț, David Urs de Margina, Ioan Rațiu, Alexandru Vaida-Voevod u. a.

## Bildergalerie

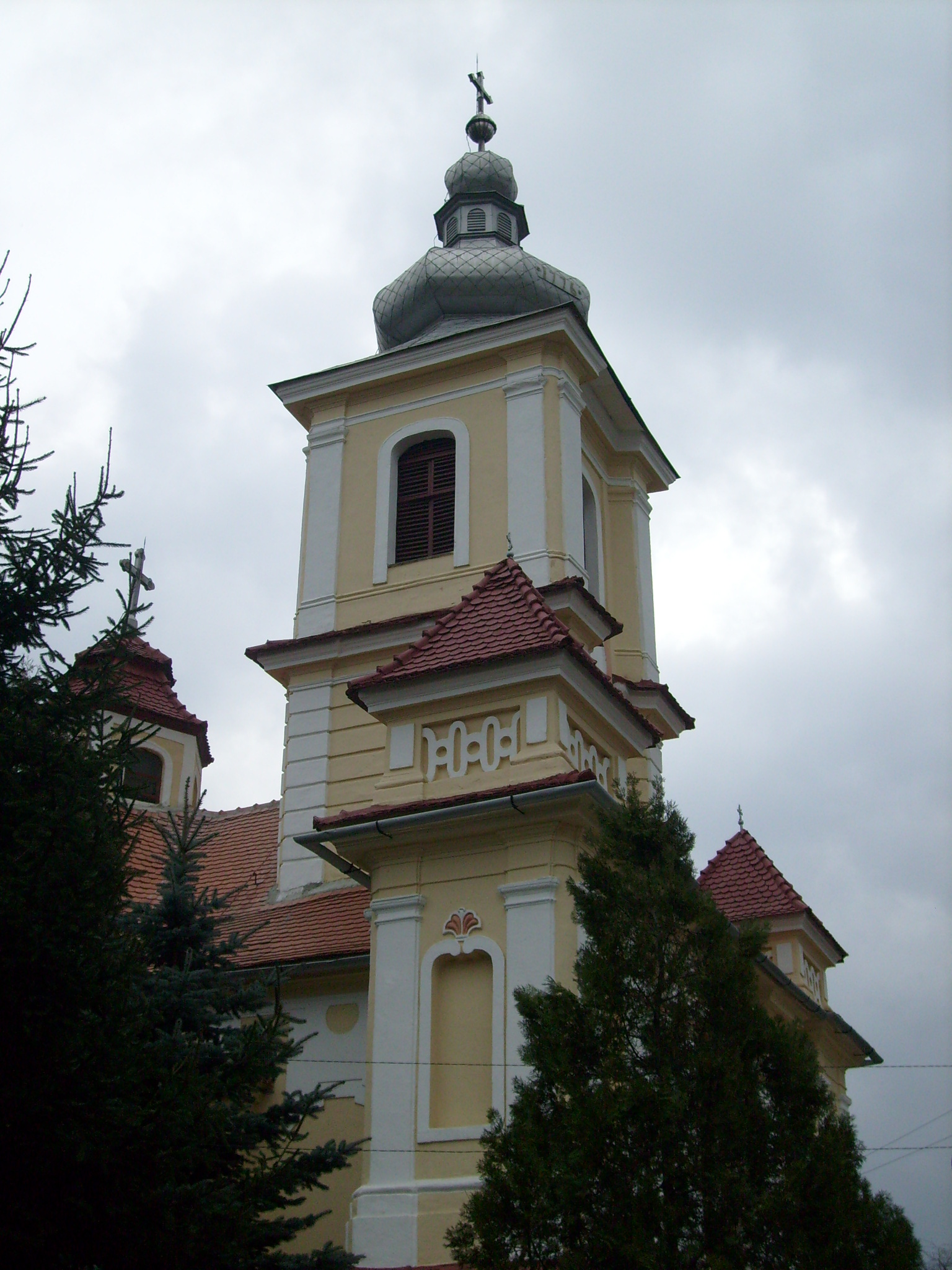
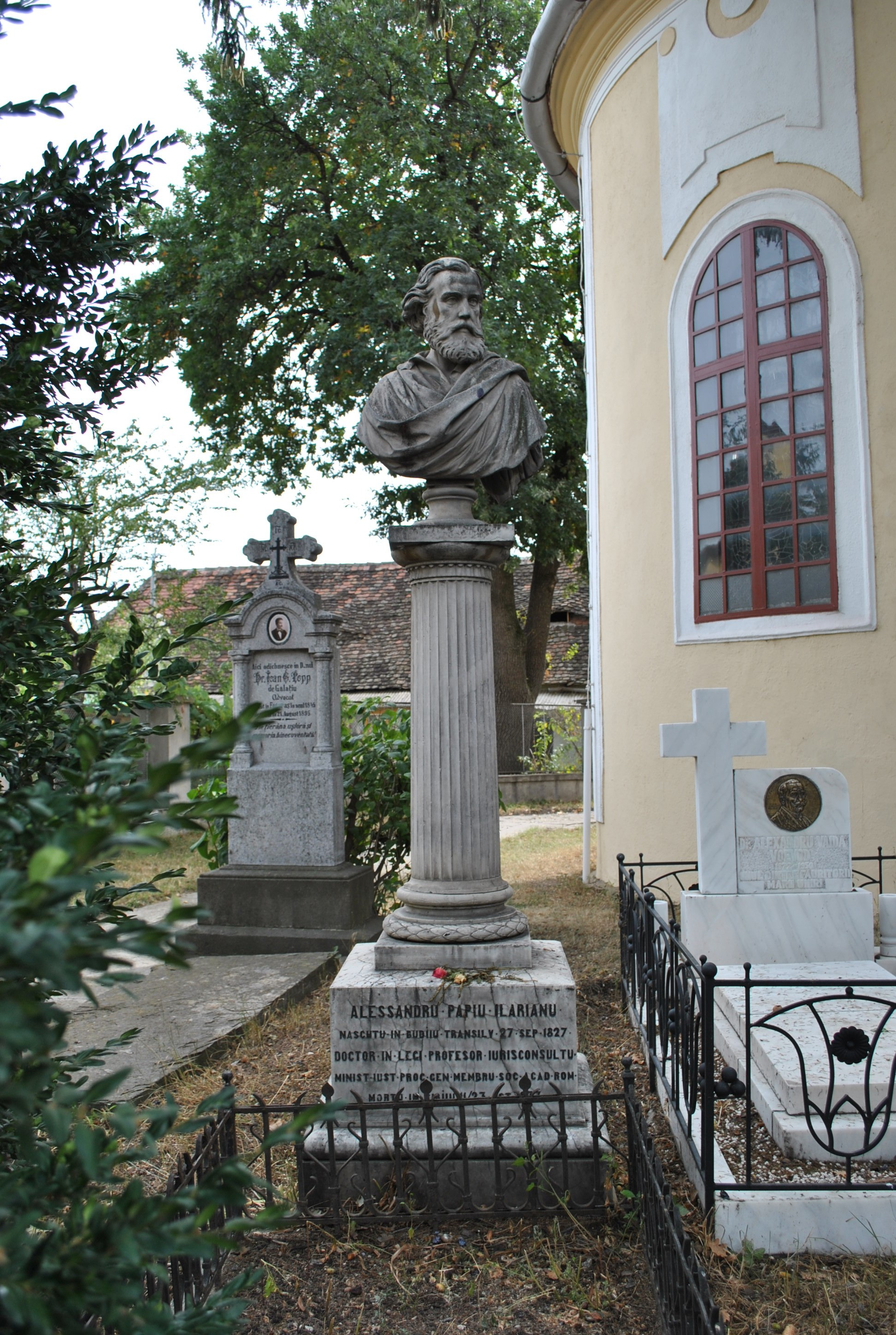
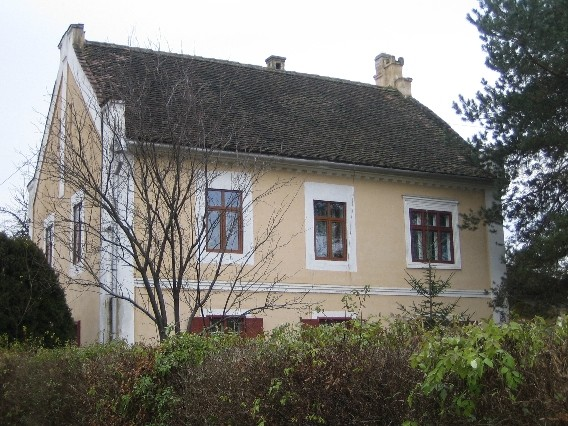